# Progreso técnico

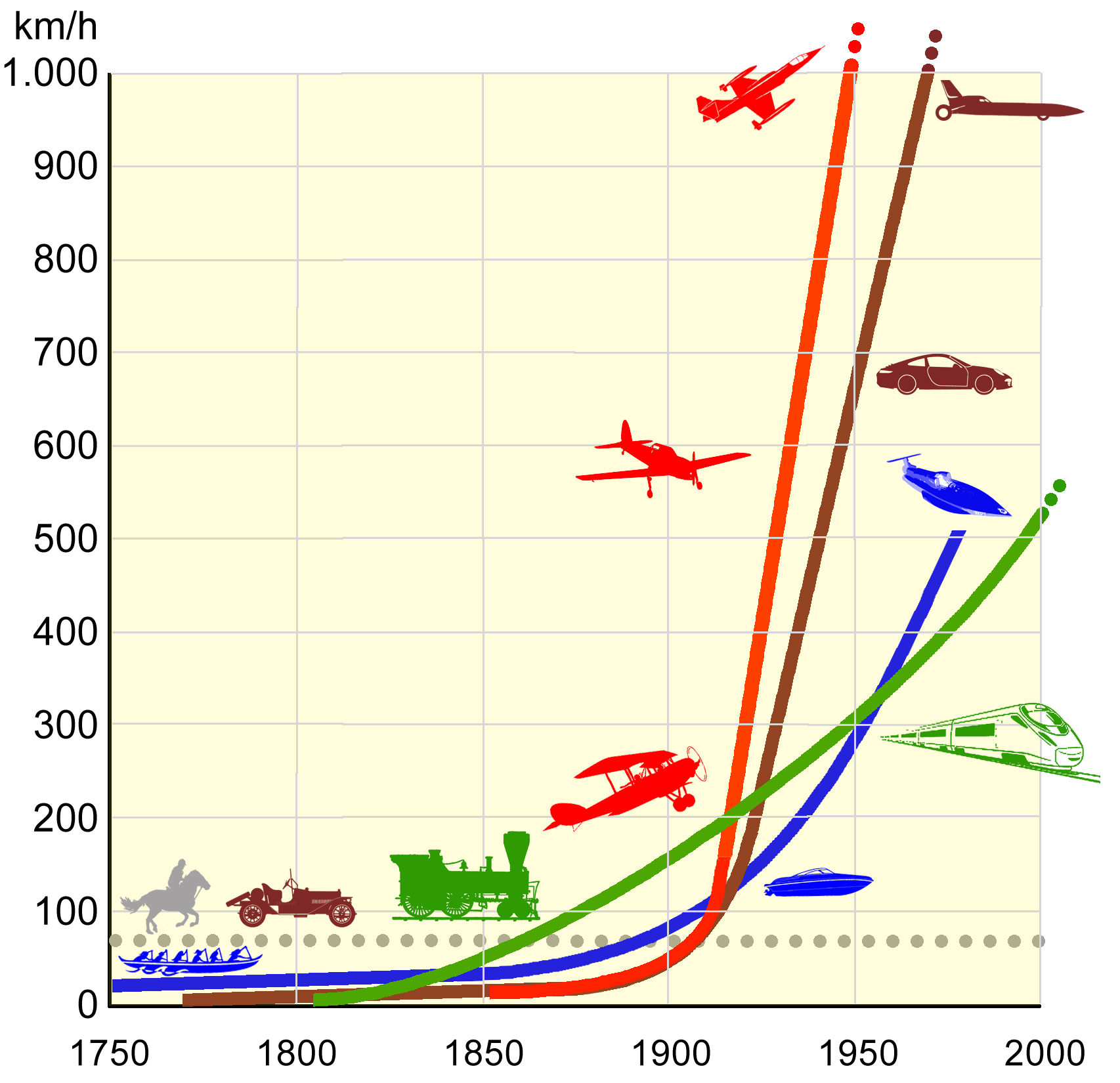
Desarrollo aproximado de la velocidad máxima de varios vehículos de motor en comparación con un jinete al galope (muy idealizado).

El progreso técnico o cambio tecnológico es todo aumento de la cantidad producida sin alterar la cantidad de factores utilizados. Si una persona produce más con la misma herramienta, el aumento de producto será atribuible a un progreso técnico. Llamamos tecnología al estado del progreso técnico en un momento determinado. Se denomina técnica a toda combinación factorial de trabajo y capital dentro de una función de producción representada matemáticamente así
| {\displaystyle \ Y=F(K,L)} |

Y es la producción o "output"

F es la función de producción

K es la cantidad de capital utilizado en el proceso productivo

L es la cantidad de trabajo utilizada
El progreso técnico desde la perspectiva de la teoría económica puede ser
- neutral en el sentido de Harrod;
- neutral en el sentido de Solow;
- neutral en el sentido de Hicks.

## Historia y crítica

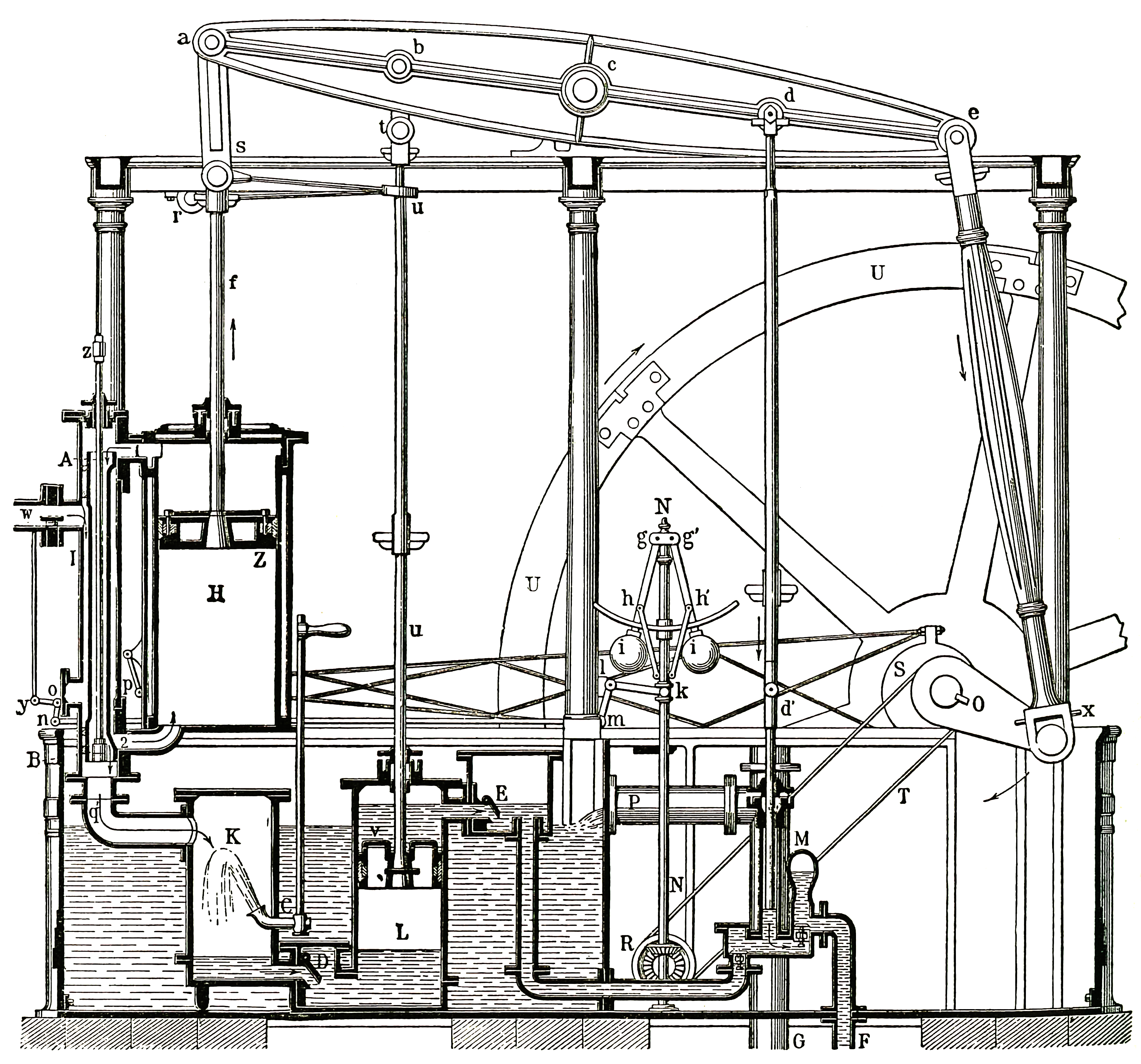
La máquina de vapor se considera un símbolo de la Revolución Industrial.

En los primeros tiempos de la historia de la humanidad, el ritmo del progreso tecnológico fue relativamente lento, aunque también se produjeron grandes convulsiones a intervalos más largos, como la Revolución Neolítica.
En la historia reciente, la Revolución Industrial y, desde mediados de la década de 1970, la Revolución Digital han provocado importantes trastornos sociales.
Históricamente, ha habido ciertamente periodos de progreso tecnológico así como periodos de regresión tecnológica. Un ejemplo clásico es el declive de la civilización antigua con la posterior Edad Media. Sin embargo, los historiadores discuten sobre la medida en que el progreso técnico continuó durante la Edad Media, por ejemplo en ciertas áreas (la difusión del molino de agua).
Se discute si una innovación tecnológica es siempre progreso en el sentido de una mejora general para la humanidad, debido al impacto a veces negativo sobre el hombre, la naturaleza y la sociedad. Por lo tanto, la literatura también habla de cambio técnico. A la vista de los múltiples problemas globales, que sin duda son también consecuencias del progreso técnico (por ejemplo, la destrucción de los bosques, las catástrofes de los reactores, el cambio climático antropogénico, etc.), el biólogo conservacionista Raymond Dasmann ve el futuro de la humanidad amenazado sobre todo por el hecho de que las consecuencias negativas del progreso se olvidan con el tiempo  y el estado del mundo es considerado normal por las personas que viven en él. Además, se perdería el antiguo, conocimiento experimental tradicional por ensayo y error y en su lugar se buscarían a menudo soluciones a los problemas basadas en tecnologías no probadas.
La etnología estudios de comunidades de "personas del ecosistema" (Guardabosques, Nómadas Herederos, Agricultores de Campo) han demostrado que en muchos casos existen complejos mecanismos socioculturales para preservar la tradición y evitar el progreso (tecnológico) - a menos que existan razones de peso. Claude Lévi-Strauss acuñó el término "culturas frías" para ello.
El sociólogo Johannes Weyer escribe que las innovaciones técnicas son percibidas por la sociedad industrial de hoy en día como una especie de restricción fáctica que nos domina y nos dicta cómo tenemos que utilizarlas. Sin embargo, señala que la dirección de estos desarrollos no sigue una ley de la naturaleza, sino que está guiada por decisiones políticas. Como ejemplo, menciona, entre otros, el motor eléctrico, que era la forma de propulsión más extendida para los vehículos a principios del siglo XX. Sin embargo, se impuso el motor de combustión, que era el preferido por varios grupos de interés. Sólo en relación con el actual debate sobre la sostenibilidad, la propulsión eléctrica está experimentando un renovado interés. Qué forma de impulso prevalecerá, a más tardar, cuando se agoten las reservas de producción de petróleo, y si se resolverán, y cómo, los acuciantes problemas futuros en los ámbitos del medio ambiente, la energía o el transporte, dependerán, a su vez, en gran medida de la influencia de actores muy diferentes, y no (sólo) de la racional. consideraciones. Para minimizar las decisiones erróneas en este caso, se creó el instrumento de evaluación tecnológica, que, sin embargo, sólo es eficaz si los responsables políticos hacen caso a las previsiones.
Algunos críticos del "progreso" técnico se agrupan en la corriente política y filosófica del primitivismo.

## Modelado del cambio tecnológico

Modelo lineal de innovación obsoleto, de tres fases del proceso de cambio tecnológico.

En sus inicios, el cambio tecnológico -CT- se ilustraba con el 'Modelo lineal de innovación', que ahora se ha descartado en gran medida para sustituirlo por un modelo de cambio tecnológico que implica la innovación en todas las fases de investigación, desarrollo, difusión y uso. Cuando se habla de «modelar el cambio tecnológico», a menudo se hace referencia al proceso de innovación. Este proceso de mejora continua suele modelarse como una curva que representa la disminución de los costes a lo largo del tiempo (por ejemplo, las pilas de combustible, que se han abaratado cada año). El CT también suele modelarse mediante una curva de aprendizaje, por ejemplo: Ct=C0 * Xt^-b
El propio cambio tecnológico se incluye a menudo en otros modelos (por ejemplo, los modelos de cambio climático) y solía considerarse un factor exógeno. En la actualidad, el CT se incluye más a menudo como un factor endógeno. Esto significa que se toma como algo sobre lo que se puede influir. Hoy en día, hay sectores que mantienen la política que puede influir en la velocidad y dirección del cambio tecnológico. Por ejemplo, los defensores de la hipótesis del cambio tecnológico inducido afirman que los responsables políticos pueden dirigir la dirección de los avances tecnológicos influyendo en los precios relativos de los factores y esto puede demostrarse en la forma en que las políticas climáticas afectan al uso de la energía de combustibles fósiles, concretamente en cómo se encarece relativamente.Hasta ahora, las pruebas empíricas sobre la existencia de efectos de innovación inducidos por las políticas siguen siendo escasas y esto puede atribuirse a diversas razones ajenas a la escasez de modelos (por ejemplo, la incertidumbre política a largo plazo y los impulsores exógenos de la innovación (dirigida))  Un concepto relacionado es la noción de cambio técnico dirigido, que hace más hincapié en los efectos direccionales inducidos por los precios que en los efectos de escala inducidos por las políticas.

## Progreso técnico neutral de Solow
En el progreso técnico neutral de Solow, la función de producción define al capital de la siguiente manera
| {\displaystyle \ b=b(t)}    |
| {\displaystyle \ Y=F(bK,L)} |

b es la función de progreso técnico

t es la variable tiempo

El capital es medido en términos de unidades de eficiencia y la relación producto capital no es constante. El capital es más eficiente. Este tipo de progreso técnico ha sido utilizado en modelos de generación cuyo objeto es el estudio de la incorporación de avances técnicos a las nuevas generaciones de maquinaria.

## Progreso técnico neutral de Harrod
En el progreso técnico neutral de Harrod, la función de producción es modificada por un trabajo que "aprende" 
| {\displaystyle \ b=b(t)}    |
| {\displaystyle \ Y=F(K,bL)} |

El trabajo es medido en términos de unidades de eficiencia. En este caso la relación capital producto permanece constante. El trabajo es más eficiente.

## Progreso técnico neutral de Hicks
En el progreso técnico neutral de Hicks, el capital y el trabajo son afectados por el progreso tecnológico. La cantidad de factores utilizados disminuye. Aumenta la eficiencia y la productividad de todos los factores productivos utilizados.
| {\displaystyle \ b=b(t)} |

Si la función de producción es lineal y homogénea de grado uno
| {\displaystyle \ Y=F(bK,bL)\Rightarrow Y=bF(K,L)}
|-
|}
La relación producto capital no es constante y por tanto existe una variación de la tasa de beneficio. 

## Función de producción Cobb Douglas
La relación entre el progreso técnico neutral de Harrod y el progreso técnico neutral de Solow para la función de producción Cobb Douglas es la siguiente.
| {\displaystyle \ Y=K^{c}L^{1-c}} |

El progreso técnico neutral de Harrod establece
| {\displaystyle \ L_{0}=Le^{mt}} |

Sustituyendo este valor en la función de producción obtenemos
El progreso técnico neutral de Solow establece
| {\displaystyle \ K_{0}=Ke^{nt}} |

Sustituyendo este valor en la función de producción obtenemos
| {\displaystyle \ Y=L^{1-c}(e^{nt}K)^{c}} |
| {\displaystyle \ Y=e^{nct}K^{c}L^{1-c}}  |
| {\displaystyle \ g=nct}                  |

Igualando las tasas
| {\displaystyle \ n=m{\frac {1-c}{c}}} |

llegamos a la expresión que relaciona el progreso técnico neutral de Harrod y neutral de Solow.

## El cambio tecnológico como proceso social
En la idea del cambio tecnológico como proceso social subyace un acuerdo general sobre la importancia del contexto social y la comunicación. Según este modelo, el cambio tecnológico se considera un proceso social en el que participan productores y adoptantes y otras personas (como el gobierno) que se ven profundamente afectadas por el entorno cultural, las instituciones políticas y las estrategias de marketing.
En las economías de libre mercado, la maximización de los beneficios es un poderoso motor del cambio tecnológico. Por lo general, sólo se desarrollan y llegan al mercado aquellas tecnologías que prometen maximizar los beneficios de los propietarios del capital productivo entrante. Cualquier producto tecnológico que no cumpla este criterio -aunque pueda satisfacer importantes necesidades sociales- es eliminado. Por lo tanto, el cambio tecnológico es un proceso social fuertemente sesgado a favor de los intereses financieros del capital. Actualmente no existen procesos democráticos bien establecidos, como la votación sobre la conveniencia social o medioambiental de una nueva tecnología antes de su desarrollo y comercialización, que permitan a los ciudadanos de a pie dirigir el curso del cambio tecnológico. 

## Efectos sobre el empleo
Las transformaciones de las estructuras económicas impulsadas por el progreso técnico se han traducido en cambios en términos de tamaño de las empresas, personalidad jurídica, funcionamiento de las empresas e incluso en el modo de financiación de las empresas, pero sobre todo en términos del nivel de empleo, tanto cuantitativamente como cuantitativamente. Las ganancias de productividad, impulsadas por el progreso técnico, han generado una fuerte diversificación del mercado de trabajo: cambios en la naturaleza del empleo pero también en la distribución de los sectores de actividad.
El miedo al desempleo ante la creciente presión de las empresas para adoptar la robotización genera temores (el 74% de los franceses piensa que «los robots roban el trabajo a la gente», según una encuesta de la Comisión Europea). Esto ya ocurrió en el pasado con el movimiento ludita en Inglaterra, pero también con la revuelta de los canuts lioneses y los «saboteadores» en Francia. Hoy en día los movimientos actuales que desafían las nuevas tecnologías se llaman neoluditas.
En el siglo XIX, Karl Marx fue uno de los primeros en expresar la idea de que la evolución de los medios de producción, ligada al progreso técnico, determina el curso de la historia más que el movimiento de las ideas. Sostuvo la tesis de que la sustitución de los obreros por máquinas conduciría a una situación de descenso del poder adquisitivo y a la creación progresiva de un "ejército de reserva" de obreros desempleados (El Capital, 1867).
Jeremy Rifkin también expresa algunos temores en su obra El fin del trabajo (1995). Según él, la robotización masiva de los últimos años impulsada por el progreso técnico pondría en peligro a la sociedad; Considera que la pérdida de empleos conlleva un aumento de la pobreza, lo que generaría delincuencia entre los desempleados en la sociedad estadounidense relacionada con la pérdida de identidad de los asalariados reemplazados por máquinas. Rifkin también teme que a largo plazo el sector terciario no pueda absorber la oferta de mano de obra de los sectores primario y secundario.
Sin embargo, el progreso técnico ha permitido "ahorrar trabajo", producir más con tantos factores de producción, ver menos. Las ganancias de productividad han permitido un avance importante: la disminución de las horas de trabajo. Si bien este declive realmente comenzó sólo a partir de los años 1980 y afectó más fuertemente a los sectores industrial y terciario que a la agricultura, fue general en los países avanzados: acercándose a las 3.000 horas en 1870, el número de trabajadores restantes se dividió por un factor cercano a 2, ya que hoy se encuentra en una horquilla que va de 1.400 horas (Alemania) a 1.800 horas (Italia), según las estadísticas de la OCDE.
En el plano macroeconómico, la teoría del derrame de Alfred Sauvy, formulada en su obra La máquina y el paro (1980), y luego completada por Jean Fourastié, expresa la idea de que el trabajo liberado por el progreso técnico se asigna a otros sectores de la producción.
Joseph Schumpeter, en su obra Capitalismo, socialismo y democracia (1942) plantea la idea de que una economía que no innova está condenada a largo plazo al declive. Formula el principio de “destrucción creativa” a nivel de producto y relaciona este fenómeno con la demanda del mercado de bienes y servicios y la demanda del mercado laboral.
Claude Thélot y Olivier Marchand afirman en Le travail en France (1991) que el progreso técnico no ha reducido la proporción de la población activa. En 1800, había en Francia 12 millones de personas activas sobre una población total de aproximadamente 30 millones (es decir, una relación de 0,4), mientras que en 2010, había 28 millones de personas activas sobre 65 millones de habitantes (es decir, una relación ligeramente superior a 0,40), mientras que la productividad se ha multiplicado por veinte durante el mismo período. También descubren que los países que más robots utilizan son los que tienen tasas de desempleo más bajas. En otras palabras, el progreso técnico no causa desempleo.

## Progreso técnico y desarrollo económico

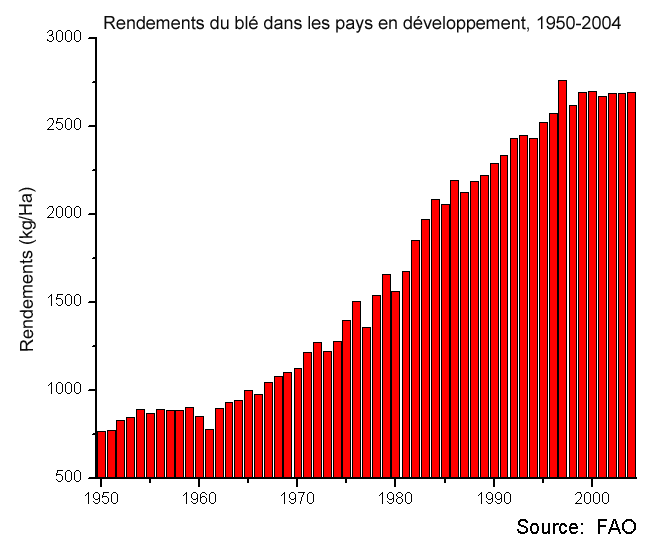
Evolución del rendimiento del trigo en los países en desarrollo (1950-2004).

El progreso técnico es uno de los factores que ha permitido una mejora en las condiciones de vida: aumento de la esperanza de vida, que pasó en los países en desarrollo de 30 años en 1900 a 65 años en 1998. La revolución verde, el 75% del trigo producido en los países en desarrollo es mediante el uso de variedades de trigo de alto rendimiento, habría permitido un aumento de la producción de cereales per cápita en un 49% entre 1960 y 2000. Sin embargo, todavía se perciben desigualdades sociales. El aumento de la producción no significa un fácil acceso a los alimentos para todos, de hecho la desnutrición sigue siendo muy significativa en todo el país. Es más, la revolución verde posibilitada por los OGM ha demostrado sus límites a la hora de mejorar las condiciones de vida, como lo demuestran los numerosos suicidios asociados a la revolución verde en la India. Según el Programa de las Naciones Unidas para el Desarrollo de 1997, la pobreza ha disminuido más en el último medio siglo que en los quinientos años anteriores. El progreso técnico también permitiría un aumento del nivel de vida económico y social general, una mejora de la salud, una disminución del dolor del trabajo, etc. A lo largo de la historia, el progreso técnico, al permitir una mayor productividad, habría permitido salarios más altos en la ciudad que en el campo y promovido el éxodo rural.
Sin embargo, es difícil atribuir todo al progreso técnico: las decisiones políticas son tan responsables de estas mejoras como el propio progreso técnico. El progreso técnico no es neutral: las decisiones de inversión para desarrollar nuevas tecnologías y hacerlas económicamente viables dependen no sólo de sus potencialidades inherentes, sino también de intereses políticos, expectativas entusiastas y restricciones culturales.